# Igor Makarikhine
Igor Iourievitch Makarikhine (en russe : И́горь Ю́рьевич Макари́хин) né le 18 juin 1964 à Perm (RSFSR) — physicien russe, docteur en sciences physiques et mathématiques, professeur, vice-recteur pour le travail éducatif (2002–2010), recteur (depuis 2010) de Université d'État de Perm.

## Biographie
En 1986, il est diplômé de la faculté de physique  à L'université d'État de Perm.
En 1996  — chef du département de l'information et des réseaux informatiques du centre internet de l’Université de Perm, en 1997, il enseigne à  la faculté de physique de l'Université de Perm.
De 1997 à 1999 — il fut le coordonnateur de programme de l'Institut « Open Society » (Fondation Soros) à l'université d’État de Perm.
De 1998 à 2002 — il devient le chef de la direction de la gestion pédagogique de l'université d’État de Perm.
De 1999 à 2000, il a travaillé comme programmeur principal du département de l'information et des systèmes informatiques du centre Internet de l'Université de Perm. Ensuite en  2000 il est devenu professeur principal. De 2000 à 2011 il fut professeur adjoint au département de physique générale. Puis candidat pour le  doctorat en sciences physiques et Mathématiques (le sujet de sa thèse était l'instabilité electro-convective de la faible conduite des flux de liquide dans le condensateur verticale).
À partir de mai 2002 — il devient le pro-recteur des études de l’université de Perm.
Le 6 mai 2010, à l'institut de mécanique des milieux solides de l'Oural ASR, il a soutenu sa thèse de doctorat sur «Structures dissipatives et processus non stationnaires en hydrodynamique inter-faciale».
Le 26 mai 2010, à la conférence des travailleurs scientifiques et pédagogiques et des représentants des autres catégories de travailleurs et des étudiants, le recteur de l'université de Perm fut choisi; Il a été choisi a nouveau en 2015. De nos jours il est aussi professeur au département de physique de l'université d’État de Perm. 
Le 7 avril 2014, à travers l'initiative de Igor Iourievitch Makarikhine, un  Fond d'affectation spéciale de l'Université de Perm fut créé.

## Organisation et Activité Administrative
Au cours de son travail, le vice-recteur a été l'un des développeurs de la candidature du PSU pour participer au concours du projet National prioritaire «Education». En 2002–2010, il a dirigé la section des vice-recteurs sur le travail de formation du conseil des recteurs du territoire de Perm.
De 2003 à 2006, il a supervisé la mise en place d'un système automatisé de gestion du processus éducatif faisant partie du système unifié d'information télévisuelle de l'Université. Il a ensuite participé à l'élaboration du système de gestion des ressources humaines et du système de gestion des opérations financières.
Il est président du conseil Scientifique du Université d'État de Perm, membre du conseil scientifique de la faculté de physique du Université d'État de Perm, membre du conseil Public de la direction générale du ministère de l'intérieur du territoire de Perm. Membre du conseil de défense des thèses D 212.189.06 en sciences physiques et Mathématiques.
Depuis 2012, il est membre du Conseil du gouvernement de la région de Perm sur la sélection des projets de recherche, la mise en œuvre des projets de recherche de recherche collectifs sur la base d'éducation des établissements d'enseignement supérieur et(ou) des organisations scientifiques de la région de Perm, de subventions (subventions) économique des sociétés enregistrées sur le territoire de la région de Perm, les fondateurs qui sont des établissements d'enseignement supérieur et de la (ou des) organisation(s) scientifique(s) de la région de Perm.